# Beograd
Béograd (starinsko slovensko Belgrad, Beligrad) je glavno mesto Srbije, v katerem živi okoli 1,3 milijona ljudi. Leži na sotočju Donave in Save v severni Srbiji.
Beograd je glavno mesto Srbije od leta 1403, v letih med 1918 in 2003 je bilo glavno mesto nekdanjih treh držav Jugoslavije (Kraljevina Jugoslavija, Socialistična federativna republika Jugoslavija, Zvezna republika Jugoslavija) ter Državne skupnosti Srbije in Črne gore.
Število prebivalcev po popisu leta 2002 je znašalo v ožji okolici 1.581.801 (2022 1,7 milijona), v širši regiji pa 2.310.000. Samo mesto Beograd pa ima po podatkih iz leta 2011 1.232.731 prebivalcev. Med njimi je bilo 2084 Slovencev. Največja občina po številu prebivalcev je Novi Beograd z 217.773 prebivalci, najmanjša pa Sopot z 20.390 prebivalci.

## Zgodovina mesta
Beograd, mesto z zelo burno zgodovino, je eno najstarejših mest v Evropi. Njegova zgodovina je stara približno 7000 let. Prostor okoli Save in Donave je bil naseljen že v paleolitiku. Iz starejše kamene dobe so najdene kosti in lobanja neandertalca v kamnolomu pri Leštanu, v pečini na Čukarici in v bližini Bajlonijeve tržnice.
Mnoga današnja naselja beograjske okolice ležijo na kulturnih slojih prejšnjih prazgodovinskih naselbin. Sedem tisoč let pr. n. št. je bilo tam prvo neolitsko naselje. Konec 1. stoletja so se naselili Rimljani, okoli leta 630 pa so na to območje prišli Slovani. Takrat se je naselje imenovalo Singidunum. Mesto je bilo kasneje tudi pod bolgarsko in avstro-ogrsko oblastjo. Okoli 300 let je bil pod Turki.
Leta 1882 je Srbija postala kraljevina, Beograd pa njena prestolnica.
Po prvi svetovni vojni je postal prestolnica Kraljevine Srbov, Hrvatov in Slovencev. Leta 1941 je bil Beograd bombardiran in okupiran s strani Nemcev, a ga je narodnoosvobodilna vojska z zavezniki osvobodila leta 1944. Leto pozneje je bila v Beogradu imenovana Federativna Ljudska Republika Jugoslavija. Kasneje se je preimenovala v Socialistično Federativno Republiko Jugoslavijo (SFRJ). 1992 leta je bil Beograd glavno mesto Zvezne Republike Jugoslavije, kasneje pa še Srbije in Črne Gore. Od leta 2006 je Beograd glavno mesto samostojne in suverene države Srbije.

## Znamenitosti mesta
Beograd ima veliko znamenitosti. To so ulice in trgi, javni vodnjaki in parki, stavbe, trdnjava in cerkve, spomeniki, reke ter druge kulturne in naravne znamenitosti.
Med znamenitejšimi ulicami so Knez Mihailova, ki povezuje Trg republike in Kalemegdan, Nemanjina, znana po NATO bombardiranju in Ulica kralja Petra I. Znanih je tudi kar nekaj trgov in sicer Trg Nikole Pašića, poimenovan po srbskem politiku Pašiću. Tu je še Trg republike, ki je hkrati glavni trg, Študentski trg, Terazije in Trg Slavija.
Na mestnem področju je 39 javnih vodnjakov ter 18 fontan. Med najstarejšimi vodnjaki so Delijska, Terazijska (postavljena v spomin na ponovni prihod Miloša Obrenovića na prestol) in Čukur česma (na mestu, kjer so Turki ubili fanta Savo). Največje fontane so na Trgu Nikole Pašića, Trgu republike in pred hotelom Intercontinental v Novem Beogradu. 
Mesto ima 65 javnih parkov. Najpomembnejši so Kalemegdanski, Tašmajdanski, Pionirski in Park prijateljstva, kjer je v Titovem času vsak pomemben obiskovalec mesta posadil drevo.
Veliko je stavb, ki so v ponos mestu. Le te so: počivališče kneza Miloša Obrenovića in kneginje Ljubice, Narodna banka Srbije, Narodni muzej, Narodno gledališče, Skupščina Srbije, Beli dvor, tj. počivališče kraljeve družine, Glavna železniška postaja, Beograjska trdnjava (Kalemekdan), Živalski vrt, Sava center in drugi.
Na beograjskih ulicah in trgih je 192 spomenikov, ki so postavljeni v spomin in slavo. Najstarejši je iz leta 1884, postaviti ga je dal Aleksander I. Karađorđević v Karađorđevem parku. Pomembni so še Pobednik kiparja Ivana Meštrovića, spomenik neznanemu junaku na Avali istega avtorja, Vuku Karadžiću, Ivu Andriću blizu njegovega muzeja, Karađorđu pred cerkvijo sv. Save, knezu Mihailu Obrenoviću na Trgu republike, Petru Petroviću Njegošu pred fakulteto, na Študentskem trgu so spomeniki Josifa Pančića, Jovana Cvijića, Dositeja Obradovića itd. Tudi pred šolami stojijo različni kipi. V Novem Beogradu pred šolo sedmih sekretarjev SKOJa stoji sedem doprsij sekretarjev.

## Kultura in umetnost
V Beogradu se letno odvija več kot 9.000 gledaliških predstav, umetniških razstav, koncertov, prireditev in drugih kulturnih programov. V mestu je 34 kulturnih ustanov (10 gledališč, 4 mestne knjižnice, 8 zaščitnih ustanov, 12 kulturnih centrov in galerij). Mesto ima 2 državni univerzi, 280 osnovnih in srednjih šol, ter mnogo zasebnih visokošolskih institucij. Tu je še veliko zanimivih muzejev, vrednih ogleda.

## Slavni Beograjčani
V Beogradu je bilo veliko rojenih, umrlih ali delujočih osebnosti, ki jih pozna cela Evropa. Tu je tudi pokopanih nekaj pomembnih oseb. Srbski književnik Dositej Obradović je leta 1807 prišel v Beograd in tam ustanovil Dositejev licej (danes Vukov in Dositejev muzej), kamor so hodili izobraženci iz cele Srbije. Med temi učenci je bil tudi poznejši veliki reformator srbskega jezika, Vuk Stefanović Karadžić, med drugim tudi izumitelj današnje cirilice, ki je v rabi v nekaterih bivših jugoslovanskih republikah. Danes sta oba pokopana pred Saborno cerkvijo v središču Beograda. V mestu je s svojo vojsko nekaj časa taboril Karađorđe, začetnik dinastije Karađorđevićev. Ta je umrl nasilne smrti leta 1817 po ukazu Miloša Obrenovića, ki je sebi zgradil Miloševo rezidenco (Milošev konak) na Topčiderju, svoji ženi Ljubici, pa lastno rezidenco sredi Beograda (Konak kneginje Ljubice). Umrl je leta 1860, pokopan je v Saborni cerkvi. Nasledil ga je sin Mihailo, ki so ga ubili v Topčiderju. Pozneje je vladal Milan, po uboju Aleksandra je na prestol prišel Petar I. Karađorđević. Kronali so ga v Saborni cerkvi.

## Religija
Po popisu prebivalcev Beograda iz leta 2011 jih je 90,68 % pravoslavne vere, 1,29 % islamske, 1,05 % katoliške ... 

## Šport in rekreacija
Beograd ima več kot 1.000 športnih objektov. Opremljeni so skoraj za vse športne aktivnosti, na vseh nivojih tekmovanj. V mestu se je odvijalo že mnogo velikih športnih dogajanj. Prav tako so bili beograjski klubi tudi prvaki Evrope in sveta. 
Ima več nogometnih in atletskih stadionov. Najbolj znani so stadion stadion Crvene zvezde – Marakana, Partizana, Obilića, Rada, Radničkega ter mladinski in mestni stadion. Zelo znane dvorane pa so Beograjska arena, Hala Sportova, Pionir, Ledena dvorana, bazen Tašmajdan ter mnogi drugi.